# Mistrzostwa Azji w futsalu
Mistrzostwa Azji w futsalu (AFC Futsal Championship) – turniej futsalowy mający na celu wyłonienie Mistrza Azji w futsalu. Rozgrywany jest od 1999 (do 2008 r. co roku, od 2010 r. co dwa lata). Dotychczas odbyło się 18 turniejów.

## Dotychczasowe finały
| 1999 Więcej | Malezja                      | Iran                                 | 9:1                                  | Korea Południowa                     | Kazachstan                           | 2:2 (pd.) (k.5:3)                    | Japonia                              |
| 2000 Więcej | Tajlandia                    | Iran                                 | 4:1                                  | Kazachstan                           | Tajlandia                            | 8:6                                  | Japonia                              |
| 2001 Więcej | Iran                         | Iran                                 | 9:0                                  | Uzbekistan                           | Korea Południowa                     | 2:1                                  | Japonia                              |
| 2002 Więcej | Indonezja                    | Iran                                 | 6:0                                  | Japonia                              | Tajlandia                            | 4:2                                  | Korea Południowa                     |
| 2003 Więcej | Iran                         | Iran                                 | 6:4                                  | Japonia                              | Tajlandia                            | 8:2                                  | Kuwejt                               |
| 2004 Więcej | Makau                        | Iran                                 | 5:3                                  | Japonia                              | Tajlandia                            | 3:1                                  | Uzbekistan                           |
| 2005 Więcej | Wietnam                      | Iran                                 | 2:0                                  | Japonia                              | Uzbekistan Kirgistan                 |                                      |                                      |
| 2006 Więcej | Uzbekistan                   | Japonia                              | 5:1                                  | Uzbekistan                           | Iran                                 | 5:3                                  | Kirgistan                            |
| 2007 Więcej | Japonia                      | Iran                                 | 4:1                                  | Japonia                              | Uzbekistan                           | 5:3                                  | Kirgistan                            |
| 2008 Więcej | Tajlandia                    | Iran                                 | 4:1                                  | Tajlandia                            | Japonia                              | 5:3                                  | Chiny                                |
| 2010 Więcej | Uzbekistan                   | Iran                                 | 8:3                                  | Uzbekistan                           | Japonia                              | 6:1                                  | Chiny                                |
| 2012 Więcej | Zjednoczone Emiraty Arabskie | Japonia                              | 6:1                                  | Tajlandia                            | Iran                                 | 4:0                                  | Australia                            |
| 2014 Więcej | Wietnam                      | Japonia                              | 2:2 (pd.) (k.3:0)                    | Iran                                 | Uzbekistan                           | 2:1                                  | Kuwejt                               |
| 2016 Więcej | Uzbekistan                   | Iran                                 | 2:1                                  | Uzbekistan                           | Tajlandia                            | 8:0                                  | Wietnam                              |
| 2018 Więcej | Chińskie Tajpej              | Iran                                 | 4:0                                  | Japonia                              | Uzbekistan                           | 4:4 (pd.) (k.2:1)                    | Irak                                 |
| 2020 Więcej | Turkmenistan                 | Anulowane z powodu pandemii COVID-19 | Anulowane z powodu pandemii COVID-19 | Anulowane z powodu pandemii COVID-19 | Anulowane z powodu pandemii COVID-19 | Anulowane z powodu pandemii COVID-19 | Anulowane z powodu pandemii COVID-19 |
| 2022 Więcej | Kuwejt                       | Japonia                              | 3:2                                  | Iran                                 | Uzbekistan                           | 8:2                                  | Tajlandia                            |
| 2024 Więcej | Tajlandia                    | Iran                                 | 4:1                                  | Tajlandia                            | Uzbekistan                           | 5:5 (pd.) (k.3:1)                    | Tadżykistan                          |